# Economia da informação em rede
Economia da informação em rede é um termo criado pelo professor da Universidade de Harvard, Yochai Benkler, e amplamente discutido em dois dos seus livros: The Wealth of Networks - How social production transforms markets and freedom ("A Riqueza das Redes - Como a produção social transforma os mercados e a liberdade") e The Penguin and the Leviathan - How Cooperation Triumphs over Self-Interest ("O Pinguim e o Leviatã - O triunfo da cooperação sobre o auto interesse").
Para Benkler, os sistemas colaborativos vêm exercendo um impacto real na economia, criando um novo modelo econômico que merece ser analisado e estudado. De acordo com ele, esse modelo é um novo estágio na economia industrial da informação, mas é caracterizado pela descentralização do poder e por seus indivíduos envolvidos trabalharem e se comunicarem através de um modelo de redes. Ele chama esse novo sistema de economia da informação em rede.

## Origem do conceito
Benkler aprofunda sua ideia no seu livro The Wealth of Networks: How social production transforms markets and freedom ("A Riqueza das Redes: Como a produção social transforma os mercados e a liberdade"), o título desse livro faz uma alusão ao clássico "A riqueza das nações" de Adam Smith, que cria a metáfora da "mão invisível" para explicar a auto regulação do sistema capitalista guiado pela competição e a lei da oferta e da procura, onde o egoísmo de cada ser humano leva para que eles realizem, mesmo que sem perceberem, o interesse da sociedade e assim movimentando a economia. 
Mas em tempos de colaboração, onde pessoas dedicam parte do seu tempo para participar de projetos sem fins econômicos com a ajuda da grande rede, a internet se tornou a nova "mão invisível" que controla esse modelo econômico que não segue o sistema de produção baseado no mercado e que não é dependente do controle centralizado de grandes empresas. Nesse novo modelo, várias pessoas conectadas através de uma rede compartilham seu conhecimento de forma livre, criando assim informação e gerando também capital. Esse sistema descentralizado conta com a participação ativa do próprio consumidor na criação do projeto.

## Desenvolvimento do conceito
O modelo de economia da informação em rede remete à época da Revolução Industrial, onde a informação começou a ganhar mais força como uma forma de mercadoria. Na economia industrial da informação, conceito também criado por Benkler, a produção do conhecimento é realizada por indivíduos controlados por um poder centralizado vindo de mercados e grandes corporações. A criação e difusão de informação no modelo da economia da informação depende um alto investimento de capital físico, por exemplo, eram necessários satélites, rádios, transmissores entre outros equipamentos param se transmitir informação. Essa característica limitava novos produtores nesse modelo, deixando assim poucos pontos de criação de informação e tornando esse modelo tão centralizado. Com poucas oportunidades, os indivíduos agem como puros consumidores de forma passiva apenas consumindo informação sem ter controle sobre ela.

## Surgimento do novo modelo
Com o desenvolvimento das tecnologias computacionais, foram surgindo processadores de baixo custo mas com alta capacidade computacional, que influenciaram no amadurecimento das tecnologias da informação e comunicação, principalmente a internet. Agora é criado um novo cenário, onde é muito mais barato criar, armazenar e difundir informação. Diferente do modelo de economia industrial da informação, nesse cenário uma boa parte da população tem acesso a meios de produção de informação sem que seja necessário investir um alto valor inicial.
Isso permitiu que qualquer pessoa junto com a sua vontade e criatividade tivesse a oportunidade de começar a criar informação, sozinha ou até junto de um grupo normalmente ligado por uma rede. Com esse meio de baixo custo, o número de produtores cresceu muito e os próprios consumidores de informação se transformam em indivíduos ativos, descentralizando assim o poder na mão de um grande número de pessoas, mediado pela própria rede.
Com essa mudança nos padrões de produção, o modelo de economia industrial da informação que é baseado na centralidade se tornou obsoleto. Diante dessa situação atual, Benkler propõe o surgimento de um novo modelo chamado por ele de economia da informação em rede.

## Commons
Os commons são meios compartilhados, usados e apreciados por todos, que é definido por Benkler como: 
Para Benkler, os commons podem ser analisados de várias formas. Como o seu grau de abertura (estar abertos para todos como o ar ou oceano), mas também podem ser analisados pela sua regulamentação, como regulados e não regulados. Um exemplo dado por ele de regulados são as vias públicas, já que elas são ditadas por regras e normas para pedestres e motoristas. No caso do meio da internet, o common considerado por Benkler é a cultura.
Benker usa os commons para determinar o modelo de desenvolvimento na economia da informação em rede, chamado por ele de: produção em pares baseadas em commons.  Onde os indivíduos se organizam sem uma hierarquia e normalmente sem compensação financeira e eles procuram compartilhar seus resultados de maneira mais livre. Para Benkler, a eficácia da produção por pares depende de características ligadas ao gerenciamento de projetos: a granularidade e a modularidade.

### Granularidade
O projeto é composto por pequenas tarefas de tamanhos variáveis, ou seja, tarefas menores para aqueles que não têm muito tempo ou conhecimento. E as grandes para aqueles que querem se dedicar ou possuem um maior conhecimento.

### Modularidade
Um projeto é dividido de formas diferentes e independentes, para que muitos indivíduos possam trabalhar em assuntos mais específicos que os que os interessam, e também para que eles trabalhem de forma mais independente sem interferir uns nos outros.
Sistemas baseados em commons
- Linux
- Wikipédia
- Sourceforge

## Informação x Informação em rede

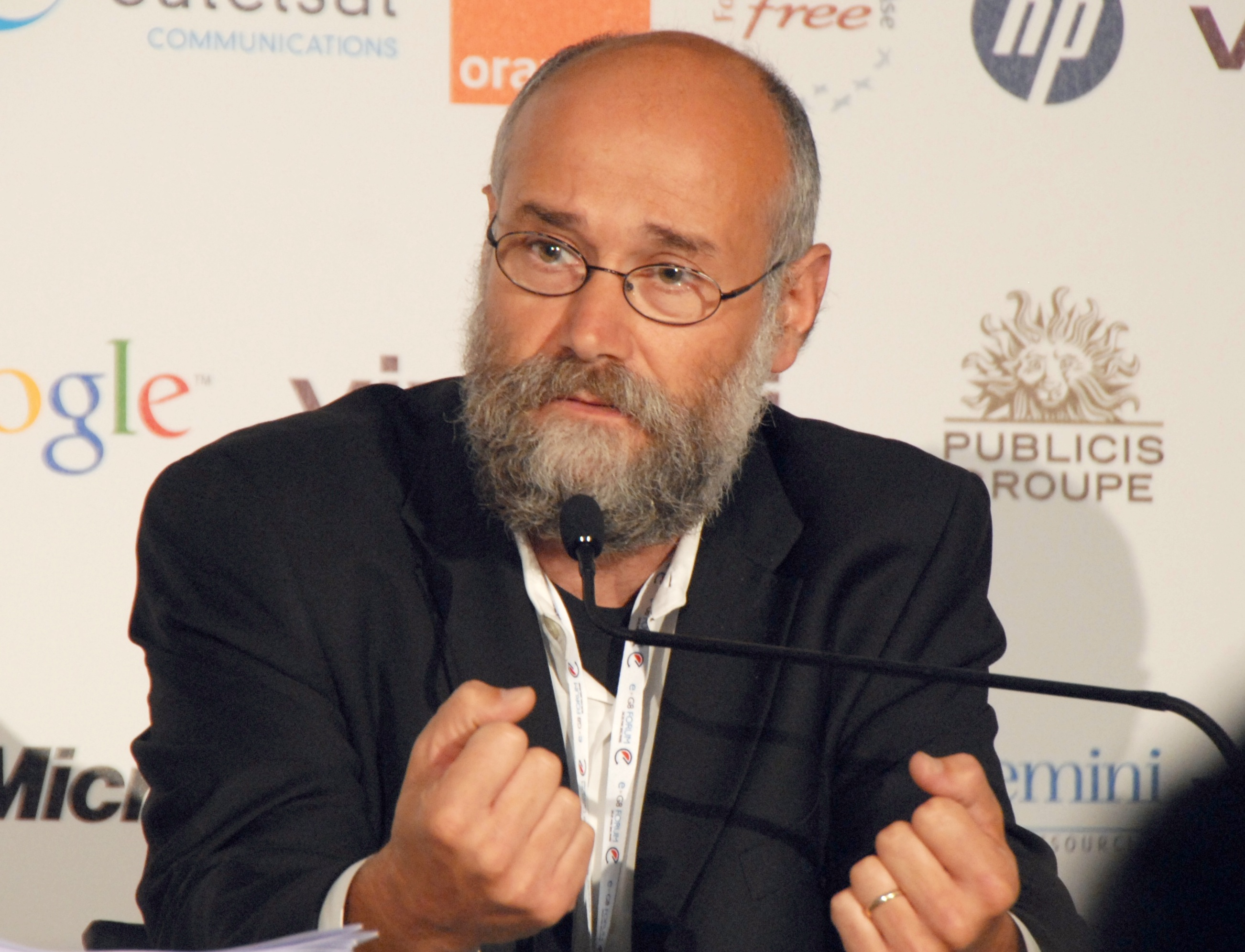
Yochai Benkler, numa mesa-redonda no E-G8 em Paris, 25 de Maio de 2011.

Bencker considera que as grandes empresas da economia industrial informação, podem se sentir ameaçadas pelos membros desse novo modelo. Os grandes veículos de comunicação podem ser afetados por toda essa difusão de informação na internet. As grandes empresas de software podem se sentir comprometidas por grandes distribuições de softwares livres. E as grandes enciclopédias podem ser assustar com crescente sistema colaborativo da Wikipédia, a enciclopédia livre. 
Para ele existe uma batalha, onde algumas dessas empresas não vão permitir que o poder da informação seja descentralizado, então essa liberdade ainda é tolhida para que se mantenha o retorno do capital.
Assim, de acordo com Bencker, a troca de informações que é indispensável para o desenvolvimento dessa nova economia ainda ocorre por meios de comunicação controlados pelas empresas guiadas no antigo modelo industrial. E assim elas tentam conter os fluxos da economia da informação em rede, através do três meios que ela decorre.
- Camada física: através da propriedade dos fios e as licenças ligadas a transmissão das ondas.
- Camada lógica: com os padrões, protocolos e softwares proprietários.
- Camada de conteúdo: com a propriedade intelectual de informação e cultura.

Uma forma de resolver esse problema seria criar o ambiente ideal onde a economia da informação possa se desenvolver e não ser restrita por condições do mercado. Ele propõe então, criar domínios públicos em cada camada do fluxo da informação. A camada física seria criada de forma aberta por redes sem fio, a camada lógica seria regida por protocolos e softwares livres e a camada de conteúdo teria modelos de licenciamentos como o copyleft. Bencker sabe que essa nova economia ainda tem muitas complicações para se desenvolver, como ele diz: